# Fetty Wap
Willie Maxwell II (født 7. juni 1991), professionelt kendt som Fetty Wap, er en amerikansk rapper.